# Parafia św. Józefa Oblubieńca w Lutyni
Parafia św. Józefa Oblubieńca w Lutyni – rzymskokatolicka parafia erygowana w XIV w., należąca do dekanatu Miękinia w archidiecezji wrocławskiej. W jej skład wchodzą miejscowości: Gałów, Lutynia, Radakowice, Wróblowice, Zakrzyce, Żar.
Kościół parafialny św. Józefa Oblubieńca z XIV w. znajduje się w Lutyni, przy ul. Kościelnej. Podczas słynnej bitwy pod Lutynią został bardzo uszkodzony i potem odbudowany. Kilkadziesiąt metrów dalej zlokalizowany jest kościół pomocniczy Najświętszej Maryi Panny Częstochowskiej (niegdyś świątynia ewangelicka). Kościoły filialne znajdują się w Gałowie (Niepokalanego Poczęcia NMP), we Wróblowicach (Miłosierdzia Bożego) oraz Radakowicach (Wniebowzięcie NMP). W tych samych miejscowościach są cmentarze parafialne.
Odpust w parafii przypada 19 marca (wspomnienie św. Józefa Oblubieńca), 8 grudnia (święto Niepokalanego Poczęcia NMP) i 15 sierpnia (Uroczystość Wniebowzięcia NMP).
Proboszczem parafii od 2023 roku jest ks. Janusz Betkowski.